# Свято святого Йоргена
«Свято святого Йоргена» — радянський фільм-комедія режисера Якова Протазанова за мотивами повісті данського письменника Гаральда Берґстедта «Фабрика святих» (1919 рік, переклад на російську мову — 1924 рік). Прем'єра відбулася 25 серпня 1930 року.

## Сюжет
Події відбуваються у неназваній європейській країні напередодні церковного свята святого Йоргена, основним торжеством якого є вибір його нареченої з врученням їй великого грошового призу. Кандидатури на роль нареченої святого Йоргена є родичками священнослужителів, а вибори підтасовуються. Єпископ (намісник храму, «права рука Господа Бога») вводить в гру свою родичку Олеандру. Для залучення прихожан єпископ навіть використовує найсучасніші технології того часу, замовляючи кіностудії фільм «Житіє і чудеса святого Йоргена».
Тим часом злодій Коркіс здійснює втечу з в'язниці за допомогою спільника Шульца. У поїзді він знайомиться з Олеандрою, у якої викликає симпатію, через що остання рятує його від поліції. Змішавшись з натовпом парафіян, пройдисвіти проникають у храм. Побачивши, скільки грошей осідає в кишенях священнослужителів, спільники задумують крадіжку в храмі. Шульц виготовляє дублікат ключа, впускає до церкви Коркіса і замикає двері. Але сам впадає в вічі поліції і змушений вдавати з себе інваліда.
Церковна процесія, що підходить до храму, застає Коркіса зненацька. Він швидко переодягається святим Йоргеном і виходить назустріч натовпу. Коли від нього вимагають чуда, він помічає Шульца, «зцілює» його і відпускає всім гріхи безкоштовно. Останнє викликає сум'яття у церковників, і вони відкуповуються від новоявленого «святого». Коркіс, наречена святого Йоргена і Шульц з грошима залишають місто. У фінальних кадрах єпископ оголошує про новознайденого святого Франца, показуючи ікону, на якій Шульц тримає милицю.

## В ролях
- Ігор Ільїнський — Франц Шульц, злодій
- Анатолій Кторов — Міхаель Коркіс, досвідчений злодій
- Михайло Климов — намісник храму святого Йоргена
- Іван Аркадин — скарбник храму святого Йоргена
- Марія Стрєлкова — Олеандра, молода родичка намісника храму
- Володимир Уральський — провідник залізниці
- Анатолій Горюнов
- Феофан Шипулінський
- Леонід Оболенський — кінорежисер
- Микола Кутузов — начальник поліції
- Станіслав Новак — кінооператор
- Ніна Толчан — янгол
- Данило Введенський — монах
- Володимир Михайлов — монах
- Сергій Ценін — представник науки
- Олександр Гейрот — Гутен, член парламенту

## Знімальна група
- Сценаристи: Володимир Швейцер, Яків Протазанов
- Режисер: Яків Протазанов
- Оператор: Петро Єрмолов
- Художники: Анатолій Арапов, Володимир Баллюзек, Сергій Козловський

## Факти
- Фільм знімався як німий, проте в 1935 році було прийнято рішення про випуск звукової версії. Спеціально для цього в фільм додали ряд озвучених сцен, текст до яких написав Яків Протазанов спільно з Володимиром Швейцером.
- Інтертітри написані Іллею Ільфом і Євгеном Петровим.
- Робота над сценарієм почалася восени 1927 року і тривала близько двох років. Протазанов писав його поперемінно з Сигізмундом Кржижановським і Олегом Леонідовим (співавтором по декільком іншим картинам), проте в остаточний варіант фільму їхні імена не потрапили[2] .
- Велика кількість сцен знімалася у дворі і в інтер'єрах Воронцовського палацу в Алупці . У вигляді натури для собору св. Йоргена були використані двір, сходи й інтер'єр церкви Святої Ріпсіме в Ялті[3] .
- Кторов і Іллінський, які зіграли дві головні ролі, хоча і прожили після виходу фільму більше 50 років і були близькими друзями, ніколи більше разом не знімалися в кіно.

## Спів
У фільмі не раз звучать рядки, запозичені з літературного першоджерела — повісті Бергстеда: «Скажи нам, Йорген, нас люблячи, що було б з нами без тебе». Розвиток сюжету супроводжується церковним співом: «Прийміть стадо покірне, святому поклонитися; дари рясні приносите Йому!». Так само на різні лади повторюється слів: «Прийдіть, приносите…», «Прославимо Йоргена, прославим блаженного. Слава! Слава! Йорген святий явився до нас!».